# Псеудокод
Псеудокод је програмски код написан обичним језиком који се користи у уџбеницима програмирања да би се објаснио одређени алгоритам без коришћења конкретног програмског језика. Пожељно је, али не и обавезно, да псеудокод користи досљедну синтаксу. Псеудокод се најчешће пише на језику читаоца.
Ријеч псеудокод потиче од старогрчке ријечи pseudēs - лаж и ријечи код, те би буквалан превод на српски био „лажни код“.
Слиједи примјер кода у програмском језику C и одговарајућег псеудокода на српском језику, који служе за опис алгоритма израчунавања факторијела цијелог броја:
| Програмски језик                                                                 | Псеудокод |
| -------------------------------------------------------------------------------- | --- |
| int faktorijel(int n ) { int f = 1; while (n > 1 ) { f = f*n; n--; } return f; } | функција факторијел(цио број н ) { цио број резултат = 1 док је (н веће од 1 ) { резултат = резултат * н смањи н за 1 } врати резултат } |

Псеудокод у многим случајевима може бити још дескриптивнији и слободнијег стила него овај дат у примјеру.
У писању псеудокода се често користе и синтаксе постојећих програмских језика, као што су се у датом примјеру користиле C-ове витичасте заграде за почетак блока и обичне заграде за ограничавање израза. Други аутори ће позајмљивати синтаксу из програмских језика који су најсроднији њима или читаоцима којима је псеудокод намијењен.
При писању псеудокода се најчешће избјегава описивати дијелове алгоритма који нису везани за суштину рјешења или који су везани за градиво које потенцијални читалац вјероватно није савладао. Тако, најчешће се не описује меморијска алокација, типови података, тип резултата функције итд.